# Змеиный клещ
Змеиный клещ (лат. Ophionyssus natricis) — вид клещей из семейства Macronyssidae отряда Mesostigmata. Встречаются повсеместно. Эктопаразиты змей, вредят в вивариях и террариумах по всему миру.

## Описание
Мелкие клещи, длина тела менее 1 мм (длина подонотума самок 300 мкм, ширина 276 мкм). Подонотальный диск покрыт 10 парами щетинок. 
Имеют только два спинных щитка у самок (крупный головогрудной и мелкий округлый пигидиальный) и один у самцов. Паразитируют на змеях, встречаются в вивариях и террариумах по всему миру.